# Albanischer Fußballpokal
Der albanische Fußballpokal (albanisch: Kupa e Shqipërisë) ist der seit 1939 jährlich ausgetragene nationale Fußball-Pokalwettbewerb für albanische Männerfußball-Vereinsmannschaften. Er wird jedes Jahr vom albanischen Fußballverband Federata Shqiptare e Futbollit veranstaltet parallel zur albanischen Meisterschaft mit der Kategoria Superiore als höchste Liga.
Aktueller Titelträger der Spielzeit 2024/25 ist Dinamo City; Rekordsieger mit 16 Erfolgen ist KF Tirana.

## Geschichte
Erstmals wurde in Albanien 1939 ein Pokalwettbewerb ausgetragen. Damals hieß der Wettbewerb noch Kupa e Mbretit (Königs-Cup). Wegen des Beginns des Zweiten Weltkriegs im gleichen Jahr wurde in der Folge kein weiteres Pokalturnier gespielt. Erst im Jahr 1948 wurde der Pokalwettbewerb wieder eingeführt, dieses Mal unter dem Namen Kupa e Republikës (Cup der Republik).
Seit 1989 wird in Albanien auch ein Supercup (SuperKupa) ausgetragen, der jeweils zu Saisonbeginn stattfindendes Spiel zwischen dem Gewinner der albanischen Meisterschaft und dem Cupsieger.

## Die Endspiele im Überblick
Einzelne Finale wurden mit Hin- und Rückspiel ausgetragen. Die Finalspiele der Jahre 1948, 1949, und 1953 wurden zu Beginn des darauffolgenden Jahres durchgeführt.
| Jahr / Datum                | Austragungsort                                              | Sieger                       | Ergebnis                     | Finalist                     |
| --------------------------- | ----------------------------------------------------------- | ---------------------------- | ---------------------------- | ---------------------------- |
| 1939                        |                                                             | SK Tirana                    | Ligasystem                   |                              |
| 1940–1948                   | Wettbewerb nicht ausgetragen                                | Wettbewerb nicht ausgetragen | Wettbewerb nicht ausgetragen | Wettbewerb nicht ausgetragen |
| 26. Feb. 1949               | Qemal-Stafa-Stadion, Tirana                                 | FK Partizani Tirana          | 5:2                          | KS 17 Nëntori Tirana         |
| 08. Jan. 1950               | Qemal-Stafa-Stadion, Tirana                                 | FK Partizani Tirana          | 1:0                          | KS 17 Nëntori Tirana         |
| 29. Nov. 1950               | Qemal-Stafa-Stadion, Tirana                                 | KS Dinamo Tirana             | 2:1                          | FK Partizani Tirana          |
| 14. Okt. 1951               | Qemal-Stafa-Stadion, Tirana                                 | KS Dinamo Tirana             | 3:2                          | FK Partizani Tirana          |
| 19. Okt. 1952               | Qemal-Stafa-Stadion, Tirana                                 | KS Dinamo Tirana             | 4:1                          | Puna Tirana                  |
| 17. Jan. 1954               | Qemal-Stafa-Stadion, Tirana                                 | KS Dinamo Tirana             | 2:0                          | FK Partizani Tirana          |
| 07. Nov. 1954               | Qemal-Stafa-Stadion, Tirana                                 | KS Dinamo Tirana             | 2:1                          | FK Partizani Tirana          |
| 1955                        | Wettbewerb nicht ausgetragen                                | Wettbewerb nicht ausgetragen | Wettbewerb nicht ausgetragen | Wettbewerb nicht ausgetragen |
| 1956                        | Wettbewerb nicht ausgetragen                                | Wettbewerb nicht ausgetragen | Wettbewerb nicht ausgetragen | Wettbewerb nicht ausgetragen |
| 03. Nov. 1957               | Qemal-Stafa-Stadion, Tirana                                 | FK Partizani Tirana          | 2:0                          | KS Teuta Durrës              |
| 07. Nov. 1958               | Qemal-Stafa-Stadion, Tirana                                 | FK Partizani Tirana          | 4:0                          | KF Skënderbeu Korça          |
| 1959                        | Wettbewerb nicht ausgetragen                                | Wettbewerb nicht ausgetragen | Wettbewerb nicht ausgetragen | Wettbewerb nicht ausgetragen |
| 1960                        | Vlora Tirana                                                | KS Dinamo Tirana             | 1:0                          | KS Flamurtari Vlora          |
| 1961                        | Kavaja Tirana                                               | FK Partizani Tirana          | 1:0 1:1                      | KS Besa Kavaja               |
| 1962                        | Wettbewerb nicht ausgetragen                                | Wettbewerb nicht ausgetragen | Wettbewerb nicht ausgetragen | Wettbewerb nicht ausgetragen |
| 31. Mär. 1963 07. Apr. 1963 | Qemal-Stafa-Stadion, Tirana Besa-Stadion, Kavaja            | KS 17 Nëntori Tirana         | 2:3 1:0, 5:3 i. E.           | KS Besa Kavaja               |
| Mai 1964                    | Qemal-Stafa-Stadion, Tirana                                 | FK Partizani Tirana          | 3:0                          | FK Tomori Berat              |
| Mai 1965                    | Qemal-Stafa-Stadion, Tirana                                 | KS Vllaznia Shkodra          | 1:0                          | KF Skënderbeu Korça          |
| 06. Mär. 1966 13. Mär. 1966 | Vojo-Kushi-Stadion, Shkodra Qemal-Stafa-Stadion, Tirana     | FK Partizani Tirana          | 2:1 4:3                      | KS Vllaznia Shkodra          |
| 1967                        | Wettbewerb nicht ausgetragen                                | Wettbewerb nicht ausgetragen | Wettbewerb nicht ausgetragen | Wettbewerb nicht ausgetragen |
| Mai 1968                    | Qemal-Stafa-Stadion, Tirana                                 | FK Partizani Tirana          | 4:1                          | KS Vllaznia Shkodra          |
| 1969                        | Wettbewerb nicht ausgetragen                                | Wettbewerb nicht ausgetragen | Wettbewerb nicht ausgetragen | Wettbewerb nicht ausgetragen |
| 08. Mär. 1970 15. Mär. 1970 | Qemal-Stafa-Stadion, Tirana Vojo-Kushi-Stadion, Shkodra     | FK Partizani Tirana          | 4:0 0:1                      | KS Vllaznia Shkodra          |
| Mai 1971                    | Qemal-Stafa-Stadion, Tirana                                 | KS Dinamo Tirana             | 2:0                          | KS Besa Kavaja               |
| 23. Apr. 1972 01. Mai 1972  | Besa-Stadion, Kavaja Vojo-Kushi-Stadion, Shkodra            | KS Vllaznia Shkodra          | 0:2 2:0, 5:3 i. E.           | KS Besa Kavaja               |
| 09. Juni 1973               | Qemal-Stafa-Stadion, Tirana                                 | FK Partizani Tirana          | 1:0                          | KS Dinamo Tirana             |
| 10. Mär. 1974               | Qemal-Stafa-Stadion, Tirana                                 | KS Dinamo Tirana             | 1:0                          | FK Partizani Tirana          |
| 09. Mär. 1975 16. Mär. 1975 | Lokomotiva-Stadion, Durrës Ruzhdi-Bizhuta-Stadion, Elbasan  | KF Elbasani                  | 1:0                          | KS Lokomotiva Durrës         |
| 14. Mär. 1976 21. Mär. 1976 | Qemal-Stafa-Stadion, Tirana Skënderbeu-Stadion, Korça       | KS 17 Nëntori Tirana         | 3:1 1:0                      | KF Skënderbeu Korça          |
| 09. Jan. 1977 16. Jan. 1977 | Qemal-Stafa-Stadion, Tirana Qemal-Stafa-Stadion, Tirana     | KS 17 Nëntori Tirana         | 1:2 2:1, 8:7 i. E.           | KS Dinamo Tirana             |
| 1978                        |                                                             | KS Dinamo Tirana             | 1:0 0:0                      | KS Lushnja                   |
| 11. Feb. 1979 18. Feb. 1979 | Qemal-Stafa-Stadion, Tirana Vojo-Kushi-Stadion, Shkodra     | KS Vllaznia Shkodra          | 1:1 2:1 n. V.                | KS Dinamo Tirana             |
| 20. Feb. 1980 24. Feb. 1980 | Ruzhdi-Bizhuta-Stadion, Elbasan Qemal-Stafa-Stadion, Tirana | FK Partizani Tirana          | 1:1 1:0                      | KS Elbasani                  |
| 10. Juni 1981 14. Juni 1981 | Besa-Stadion, Kavaja Vojo-Kushi-Stadion, Shkodra            | KS Vllaznia Shkodra          | 1:2 5:1                      | KS Besa Kavaja               |
| 30. Mai 1982 06. Juni 1982  | Qemal-Stafa-Stadion, Tirana Qemal-Stafa-Stadion, Tirana     | KS Dinamo Tirana             | 2:3 1:0 (a)                  | KS 17 Nëntori Tirana         |
| 03. Feb. 1983               | Qemal-Stafa-Stadion, Tirana                                 | KS 17 Nëntori Tirana         | 1:0                          | KS Flamurtari Vlora          |
| 10. Juni 1984               | Vojo-Kushi-Stadion, Shkodra                                 | KS 17 Nëntori Tirana         | 2:1                          | KS Flamurtari Vlora          |
| 08. Feb. 1985               | Ruzhdi-Bizhuta-Stadion, Elbasan                             | KS Flamurtari Vlora          | 2:1                          | FK Partizani Tirana          |
| 01. Juni 1986               | Qemal-Stafa-Stadion, Tirana                                 | KS 17 Nëntori Tirana         | 3:1                          | KS Vllaznia Shkodra          |
| 07. Juni 1987 14. Juni 1987 | Vojo-Kushi-Stadion, Shkodra Flamurtari-Stadion, Vlora       | KS Vllaznia Shkodra          | 3:0 1:3                      | KS Flamurtari Vlora          |
| 09. Juni 1988               | Vojo-Kushi-Stadion, Shkodra                                 | KS Flamurtari Vlora          | 1:0                          | FK Partizani Tirana          |
| 31. Mai 1989 02. Juni 1989  | Qemal-Stafa-Stadion, Tirana Qemal-Stafa-Stadion, Tirana     | KS Dinamo Tirana             | 0:0 n. V. / 3:1 (WS)         | FK Partizani Tirana          |
| 06. Juni 1990               | Niko-Dovana-Stadion, Durrës                                 | KS Dinamo Tirana             | 1:1, 4:2 i. E.               | KS Flamurtari Vlora          |
| 15. Juni 1991               | Qemal-Stafa-Stadion, Tirana                                 | FK Partizani Tirana          | 1:1, 4:3 i. E.               | KS Flamurtari Vlora          |
| 07. Juni 1992               | Qemal-Stafa-Stadion, Tirana                                 | KF Elbasani                  | 2:1                          | KS Besa Kavaja               |
| 19. Mai 1993                | Niko-Dovana-Stadion, Durrës                                 | FK Partizani Tirana          | 1:0                          | KS Albpetrol Patos           |
| 21. Mai 1994 28. Mai 1994   | Niko-Dovana-Stadion, Durrës Qemal-Stafa-Stadion, Tirana     | SK Tirana                    | 0:0 1:0                      | KS Teuta Durrës              |
| 31. Mai 1995                | Qemal-Stafa-Stadion, Tirana                                 | KS Teuta Durrës              | 0:0, 4:3 i. E.               | SK Tirana                    |
| 15. Mai 1996                | Qemal-Stafa-Stadion, Tirana                                 | SK Tirana                    | 1:1, 4:3 i. E.               | KS Flamurtari Vlora          |
| 03. Mai 1997                | Qemal-Stafa-Stadion, Tirana                                 | FK Partizani Tirana          | 2:2, 4:3 i. E.               | KS Flamurtari Vlora          |
| 06. Juni 1998               | Qemal-Stafa-Stadion, Tirana                                 | KF Apolonia Fier             | 1:0                          | KS Lushnja                   |
| 22. Mai 1999                | Qemal-Stafa-Stadion, Tirana                                 | SK Tirana                    | 0:0, 3:0 i. E.               | KS Vllaznia Shkodra          |
| 06. Mai 2000                | Qemal-Stafa-Stadion, Tirana                                 | KS Teuta Durrës              | 0:0, 5:4 i. E.               | KS Lushnja                   |
| 26. Mai 2001                | Qemal-Stafa-Stadion, Tirana                                 | SK Tirana                    | 5:0                          | KS Teuta Durrës              |
| 01. Juni 2002               | Qemal-Stafa-Stadion, Tirana                                 | SK Tirana                    | 1:0                          | KS Dinamo Tirana             |
| 31. Mai 2003                | Qemal-Stafa-Stadion, Tirana                                 | KS Dinamo Tirana             | 1:0                          | KS Teuta Durrës              |
| 19. Mai 2004                | Qemal-Stafa-Stadion, Tirana                                 | FK Partizani Tirana          | 1:0                          | KS Dinamo Tirana             |
| 11. Mai 2005                | Ruzhdi-Bizhuta-Stadion, Elbasan                             | KS Teuta Durrës              | 0:0, 6:5 i. E.               | KF Tirana                    |
| 10. Mai 2006                | Abdurrahman-Roza-Haxhiu-Stadion, Lushnja                    | KF Tirana                    | 1:0                          | KS Vllaznia Shkodra          |
| 16. Mai 2007                | Qemal-Stafa-Stadion, Tirana                                 | KS Besa Kavaja               | 3:2                          | KS Teuta Durrës              |
| 07. Mai 2008                | Ruzhdi-Bizhuta-Stadion, Elbasan                             | KS Vllaznia Shkodra          | 2:0                          | KF Tirana                    |
| 06. Mai 2009                | Niko-Dovana-Stadion, Durrës                                 | KS Flamurtari Vlora          | 2:1                          | KF Tirana                    |
| 09. Mai 2010                | Qemal-Stafa-Stadion, Tirana                                 | KS Besa Kavaja               | 2:1 n. V.                    | KS Vllaznia Shkodra          |
| 22. Mai 2011                | Niko-Dovana-Stadion, Durrës                                 | KF Tirana                    | 1:1, 4:3 i. E.               | FK Dinamo Tirana             |
| 17. Mai 2012                | Qemal-Stafa-Stadion, Tirana                                 | KF Tirana                    | 1:0 n. V.                    | KF Skënderbeu Korça          |
| 17. Mai 2013                | Qemal-Stafa-Stadion, Tirana                                 | KF Laçi                      | 1:0                          | KS Bylis Ballsh              |
| 18. Mai 2014                | Qemal-Stafa-Stadion, Tirana                                 | KS Flamurtari Vlora          | 1:0                          | FK Kukësi                    |
| 29. Mai 2015                | Qemal-Stafa-Stadion, Tirana                                 | KF Laçi                      | 2:1                          | FK Kukësi                    |
| 22. Mai 2016                | Qemal-Stafa-Stadion, Tirana                                 | FK Kukësi                    | 1:1, 6:4 i. E.               | KF Laçi                      |
| 31. Mai 2017                | Elbasan Arena, Elbasan                                      | KF Tirana                    | 3:1 n. V.                    | KF Skënderbeu Korça          |
| 27. Mai 2018                | Elbasan Arena, Elbasan                                      | KF Skënderbeu Korça          | 1:0                          | KF Laçi                      |
| 02. Juni 2019               | Elbasan Arena, Elbasan                                      | FK Kukësi                    | 2:1                          | KF Tirana                    |
| 02. Aug. 2020               | Air Albania Stadium, Tirana                                 | KS Teuta Durrës              | 2:0                          | KF Tirana                    |
| 31. Mai 2021                | Air Albania Stadium, Tirana                                 | KS Vllaznia Shkodra          | 1:0                          | KF Skënderbeu Korça          |
| 31. Mai 2022                | Air Albania Stadium, Tirana                                 | KS Vllaznia Shkodra          | 2:1 n. V.                    | KF Laçi                      |
| 01. Juni 2023               | Elbasan Arena, Elbasan                                      | KS Egnatia Rrogozhina        | 1:0 n. V.                    | KF Tirana                    |
| 14. Mai 2024                | Air Albania Stadium, Tirana                                 | KS Egnatia Rrogozhina        | 1:0                          | FK Kukësi                    |
| 01. Mai 2025                | Elbasan Arena, Elbasan                                      | Dinamo City                  | 2:2, 5:4 i. E.               | KS Egnatia Rrogozhina        |

### Rangliste der Sieger
| Verein                | Siege | Jahr(e)                                                                                        |
| --------------------- | ----- | ---------------------------------------------------------------------------------------------- |
| KF Tirana             | 16    | 1939, 1963, 1976, 1977, 1983, 1984, 1986, 1994, 1996, 1999, 2001, 2002, 2006, 2011, 2012, 2017 |
| FK Partizani Tirana   | 15    | 1948, 1949, 1957, 1958, 1961, 1964, 1966, 1968, 1970, 1973, 1980, 1991, 1993, 1997, 2004       |
| Dinamo Tirana         | 14    | 1950, 1951, 1952, 1953, 1954, 1960, 1971, 1974, 1978, 1982, 1989, 1990, 2003, 2025             |
| KS Vllaznia Shkodra   | 8     | 1965, 1972, 1979, 1981, 1987, 2008, 2021, 2022                                                 |
| KS Flamurtari Vlora   | 4     | 1985, 1988, 2009, 2014                                                                         |
| KS Teuta Durrës       | 4     | 1995, 2000, 2005, 2020                                                                         |
| KF Elbasani           | 2     | 1975, 1992                                                                                     |
| KS Besa Kavaja        | 2     | 2007, 2010                                                                                     |
| KF Laçi               | 2     | 2013, 2015                                                                                     |
| FK Kukësi             | 2     | 2016, 2019                                                                                     |
| KS Egnatia Rrogozhina | 2     | 2023, 2024                                                                                     |
| KF Apolonia Fier      | 1     | 1998                                                                                           |
| KF Skënderbeu Korça   | 1     | 2018                                                                                           |